# Cody (Vorname)
Cody ist ein vorwiegend männlicher Vorname, der hauptsächlich im englischen Sprachraum vergeben wird. Er leitet sich vom gälischen Familiennamen Ó Cuidighthigh ab, "Nachfahre der Familie Cuidightheach". Der altirische Name Cuidightheach wurde ursprünglich als Beiname für eine hilfreiche Person verwendet. Varianten sind Codie, Coty, Kodey und Kody.

## Bekannte Namensträger
- Cody Almond (* 1989), kanadischer Eishockeyspieler
- Cody Bass (* 1987), kanadischer Eishockeyspieler
- Cody Cameron (* 1970), US-amerikanischer Regisseur und Drehbuchautor
- Cody Campbell (* 1990), kanadischer Radrennfahrer
- Cody Canada (* 1976), US-amerikanischer Countrysänger
- Cody Ceci (* 1993), kanadischer Eishockeyspieler
- Cody ChesnuTT (* 1968), US-amerikanischer Sänger und Gitarrist
- Cody Christian (* 1995), US-amerikanischer Schauspieler
- Cody Deal (* 1986), US-amerikanischer Schauspieler
- Cody Eakin (* 1991), kanadischer Eishockeyspieler
- Cody Franchetti (* 1976), US-amerikanisches Model
- Cody Gakpo (* 1999), niederländischer Fußballspieler
- Cody Hodgson (* 1990), kanadischer Eishockeyspieler
- Cody Horn (* 1988), US-amerikanische Schauspielerin und Model
- Cody Kasch (* 1987), US-amerikanischer Schauspieler
- Cody Laurendi (* 1988), US-amerikanischer Fußballtorwart
- Cody Linley (* 1989), US-amerikanischer Schauspieler
- Cody Longo (1988–2023), US-amerikanischer Schauspieler
- Cody Lundin, US-amerikanischer Abenteurer, Survival-Experte und Autor
- Cody Marshall (* 1982), US-amerikanischer Skirennläufer
- Cody McCormick (* 1983), kanadischer Eishockeyspieler
- Cody McFadyen (1968–2023), US-amerikanischer Schriftsteller
- Cody McLeod (* 1984), kanadischer Eishockeyspieler
- Cody McMains (* 1985), US-amerikanischer Schauspieler
- Cody O’Reilly (* 1988), US-amerikanischer Radrennfahrer
- Cody Reeder (* 1992), US-amerikanischer Influencer und Hobbywissenschaftler
- Cody Rhodes (* 1985), US-amerikanischer Wrestler
- Cody Ross (* 1980), US-amerikanischer Baseballspieler
- Cody Sapergia, kanadischer Westernreiter
- Cody Simpson (* 1997), australischer Musiker
- Cody Stevenson (* 1980), australischer Radrennfahrer
- Cody Stone (* 1987), deutscher Zauberkünstler
- Cody Thornton (* 1986), kanadischer Eishockeyspieler
- Cody Töpper (* 1983), US-amerikanischer Basketballspieler
- Cody Wetherill (* 1986), US-amerikanischer Schauspieler
- Cody Wilson (* 1988), US-amerikanischer Jurastudent und Gründer von Defense Distributed
- Cody Zeller (* 1992), US-amerikanischer Basketballspieler